# Single numer jeden w roku 1991 (Japonia)
Notowanie Weekly Singles Chart (jap. 週間シングルチャート Shūkan Shinguru Chāto) przedstawia najlepiej sprzedające się single w Japonii. Publikowane jest ono przez magazyn Oricon Style, a dane kompletowane są przez Oricon w oparciu o cotygodniowe wyniki sprzedaży fizycznej singli. Poniżej znajdują się tabele prezentujące najpopularniejsze single w danych tygodniach w roku 1991.

## Oricon Weekly Singles Chart
| Data            | Utwór                                                                           | Wykonawca               | Źródło |
| --------------- | ------------------------------------------------------------------------------- | ----------------------- | ------ |
| 7 stycznia      | wstrzymanie publikacji                                                          | wstrzymanie publikacji  | [ 1 ]  |
| 14 stycznia     | „Ai wa katsu” (jap. 愛は勝つ)                                                   | KAN                     | [ 1 ]  |
| 21 stycznia     | „Ai wa katsu” (jap. 愛は勝つ)                                                   | KAN                     | [ 1 ]  |
| 28 stycznia     | „Ai wa katsu” (jap. 愛は勝つ)                                                   | KAN                     | [ 1 ]  |
| 4 lutego        | „Ai wa katsu” (jap. 愛は勝つ)                                                   | KAN                     | [ 1 ]  |
| 11 lutego       | „Ai wa katsu” (jap. 愛は勝つ)                                                   | KAN                     | [ 1 ]  |
| 18 lutego       | „Oh! Yeah!/Love Story wa totsuzen ni” (jap. Oh! Yeah!/ラブ・ストーリーは突然に) | KAN                     | [ 1 ]  |
| 25 lutego       | „Oh! Yeah!/Love Story wa totsuzen ni” (jap. Oh! Yeah!/ラブ・ストーリーは突然に) | KAN                     | [ 1 ]  |
| 4 marca         | „Oh! Yeah!/Love Story wa totsuzen ni” (jap. Oh! Yeah!/ラブ・ストーリーは突然に) | KAN                     | [ 1 ]  |
| 11 marca        | „Oh! Yeah!/Love Story wa totsuzen ni” (jap. Oh! Yeah!/ラブ・ストーリーは突然に) | KAN                     | [ 1 ]  |
| 18 marca        | „Oh! Yeah!/Love Story wa totsuzen ni” (jap. Oh! Yeah!/ラブ・ストーリーは突然に) | KAN                     | [ 1 ]  |
| 25 marca        | „Oh! Yeah!/Love Story wa totsuzen ni” (jap. Oh! Yeah!/ラブ・ストーリーは突然に) | KAN                     | [ 1 ]  |
| 1 kwietnia      | „Oh! Yeah!/Love Story wa totsuzen ni” (jap. Oh! Yeah!/ラブ・ストーリーは突然に) | KAN                     | [ 1 ]  |
| 8 kwietnia      | „LADY NAVIGATION”                                                               | B’z                     | [ 1 ]  |
| 15 kwietnia     | „LADY NAVIGATION”                                                               | B’z                     | [ 1 ]  |
| 22 kwietnia     | „Wednesday Moon”                                                                | Hideaki Tokunaga        | [ 1 ]  |
| 29 kwietnia     | „LADY NAVIGATION”                                                               | B’z                     | [ 1 ]  |
| 6 maja          | „Eyes to me/Kare wa tomodachi” (jap. Eyes to me/彼は友達)                       | Dreams Come True        | [ 1 ]  |
| 13 maja         | „Eyes to me/Kare wa tomodachi” (jap. Eyes to me/彼は友達)                       | Dreams Come True        | [ 1 ]  |
| 20 maja         | „KISS”                                                                          | Princess Princess       | [ 1 ]  |
| 27 maja         | „Please”                                                                        | Shizuka Kudō            | [ 1 ]  |
| 3 czerwca       | „Love Train/We love the EARTH”                                                  | TMN                     | [ 1 ]  |
| 10 czerwca      | „Anata ni aete yokatta” (jap. あなたに会えてよかった)                           | Kyōko Koizumi           | [ 1 ]  |
| 17 czerwca      | „Anata ni aete yokatta” (jap. あなたに会えてよかった)                           | Kyōko Koizumi           | [ 1 ]  |
| 24 czerwca      | „Anata ni aete yokatta” (jap. あなたに会えてよかった)                           | Kyōko Koizumi           | [ 1 ]  |
| 1 lipca         | „Anata ni aete yokatta” (jap. あなたに会えてよかった)                           | Kyōko Koizumi           | [ 1 ]  |
| 8 lipca         | „BEAT EMOTION”                                                                  | Tomoyasu Hotei          | [ 1 ]  |
| 15 lipca        | „Anata ni aete yokatta”                                                         | Kyōko Koizumi           | [ 1 ]  |
| 22 czerwca      | „Neo Bravo!!” (jap. ネオ・ブラボー!!)                                           | Southern All Stars      | [ 1 ]  |
| 29 czerwca      | „Donna toki mo.” (jap. どんなときも。)                                          | Noriyuki Makihara       | [ 1 ]  |
| 5 sierpnia      | „SAY YES”                                                                       | CHAGE&ASKA              | [ 1 ]  |
| 12 sierpnia     | „SAY YES”                                                                       | CHAGE&ASKA              | [ 1 ]  |
| 19 sierpnia     | „SAY YES”                                                                       | CHAGE&ASKA              | [ 1 ]  |
| 26 sierpnia     | „SAY YES”                                                                       | CHAGE&ASKA              | [ 1 ]  |
| 2 września      | „SAY YES”                                                                       | CHAGE&ASKA              | [ 1 ]  |
| 9 września      | „SAY YES”                                                                       | CHAGE&ASKA              | [ 1 ]  |
| 16 września     | „SAY YES”                                                                       | CHAGE&ASKA              | [ 1 ]  |
| 23 września     | „SAY YES”                                                                       | CHAGE&ASKA              | [ 1 ]  |
| 30 września     | „SAY YES”                                                                       | CHAGE&ASKA              | [ 1 ]  |
| 7 października  | „SAY YES”                                                                       | CHAGE&ASKA              | [ 1 ]  |
| 14 października | „SAY YES”                                                                       | CHAGE&ASKA              | [ 1 ]  |
| 21 października | „SAY YES”                                                                       | CHAGE&ASKA              | [ 1 ]  |
| 28 października | „SAY YES”                                                                       | CHAGE&ASKA              | [ 1 ]  |
| 4 listopada     | „Shabon-dama” (jap. しゃぼん玉)                                                 | Tsuyoshi Nagabuchi      | [ 1 ]  |
| 11 listopada    | „ALONE”                                                                         | B’z                     | [ 1 ]  |
| 18 listopada    | „ALONE”                                                                         | B’z                     | [ 1 ]  |
| 25 listopada    | „WILD HEAVEN”                                                                   | TMN                     | [ 1 ]  |
| 2 grudnia       | „Boku wa kono me de uso o tsuku” (jap. 僕はこの瞳で嘘をつく)                    | CHAGE&ASKA              | [ 1 ]  |
| 9 grudnia       | „PIECE OF MY WISH”                                                              | Miki Imai               | [ 1 ]  |
| 16 grudnia      | „PIECE OF MY WISH”                                                              | Miki Imai               | [ 1 ]  |
| 23 grudnia      | „PIECE OF MY WISH”                                                              | Miki Imai               | [ 1 ]  |
| 30 grudnia      | „Sore ga daiji” (jap. それが大事)                                               | Daiji Man Brothers Band | [ 1 ]  |